# Maverick Sabre
Michael Stafford (født 12. juli 1990 i Hackney, London), bedre kendt som Maverick Sabre, er en R&B-/hip hop-sanger/-rapper fra Storbritannien. Han er kendt for sit karakteristiske guitarspil og sin vokal. Hans debut-EP, The Lost Rods, udkom den 7. marts 2011 med sangen "Look What I've Done" som førstesingle.

## Diskografi
- Lonely Are the Brave (2012)
- Innerstanding (2015)
- When I Wake Up (2019)
- Don't Forget to Look Up (2022)